# Cynanchum confusum
Cynanchum confusum là một loài thực vật có hoa trong họ La bố ma. Loài này được R.W.Holm mô tả khoa học đầu tiên năm 1953.